# Bernhard Raupach

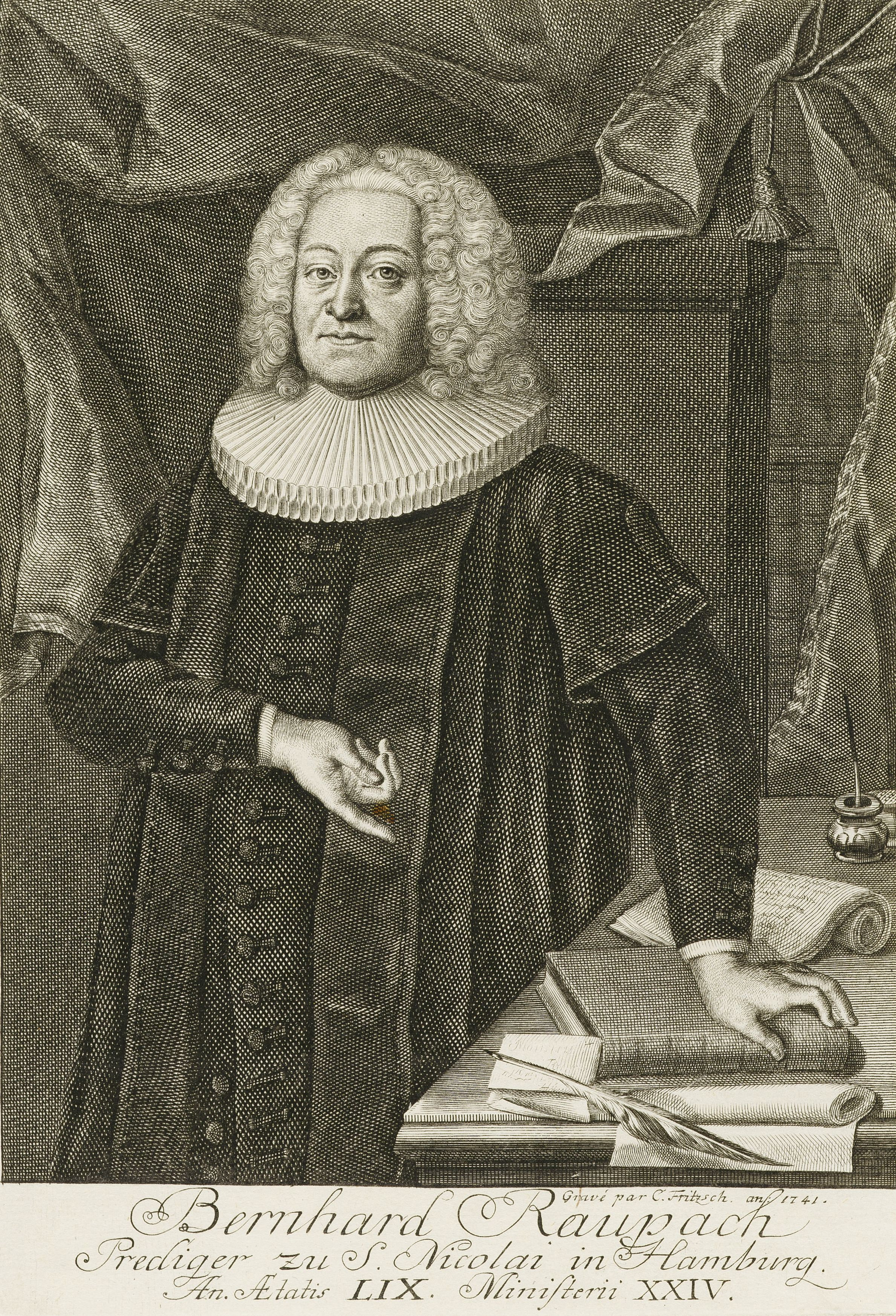
Bernhard Raupach (1741 von Christian Fritzsch)

Bernhard Raupach (* 20. April 1682 in Tondern; † 21. Juni 1745 in Hamburg) war ein deutscher lutherischer Geistlicher und Kirchenhistoriker. Er gilt als bedeutendster Historiker des Protestantismus in Österreich.

## Leben
Raupach war der Sohn eines Organisten. Ab 1701 studierte er Theologie an der Universität Rostock. Danach war er als Hofmeister für adlige Familien tätig und hielt ab 1710 Vorlesungen an der Universität Kiel. Nach einer Reise nach Kopenhagen 1711 wurde er 1717 Prediger an St. Thomas im mecklenburgischen Damshagen. Die Universität Tübingen promovierte ihn in Abwesenheit; er machte von seinem Dr.-Titel jedoch keinen Gebrauch. 1724 wurde er Diakon an der Hauptkirche St. Nikolai in Hamburg und behielt die Stelle bis zu seinem Tode bei. Seine nachwirkende Bedeutung liegt in der umfassenden Bearbeitung der evangelischen Kirchengeschichte Österreichs.
Einer seiner Brüder, Christoph Raupach, war Organist in Stralsund. Seine Neffen waren Hermann Friedrich Raupach (1728–1778) und Gerhard Christoph Raupach (1708–1759).

## Schriften
- Exercitationem Academicam, De Lingvæ Saxoniæ Inferioris Neglectu atq[ue] Contemtu Injusto, Von Unbilliger Verachtung der Plat-Teutschen Sprache. Rostock 1704 (uni-rostock.de [abgerufen am 6. September 2022]).
- Defensio Exercitationis Academicae De Linguae Saxoniae Inferioris Neglectu atque Contemtu Injusto. Stralsund 1704, urn:nbn:de:bvb:12-bsb10965647-7.
- Erläutertes Evangelisches Oesterreich, Das ist, Fortgesetzte Historische Nachricht von den vornehmsten Schicksalen der Evangelisch-Lutherischen Kirchen in dem Ertz-Hertzogthum Oesterreich / Gesammlet und in Ordnung gebracht von Bernhard Raupach. 5 Bände. Felginer, Hamburg 1732–1744.
- Presbyterologia Austriaca Oder Historische Nachricht von dem Leben, Schicksalen und Schriften der Evangelisch-Lutherischen Prediger, welche in Oesterreich unter und ob der Enns, von Zeit zu Zeit, bis zu der grosen Reformation A. 1624 und A. 1627 im öffentlichen Lehr-Ammt gestanden ... Felginer, Hamburg 1741 (digitale-sammlungen.de).